# Mark Alexandrowitsch Eidelschtein

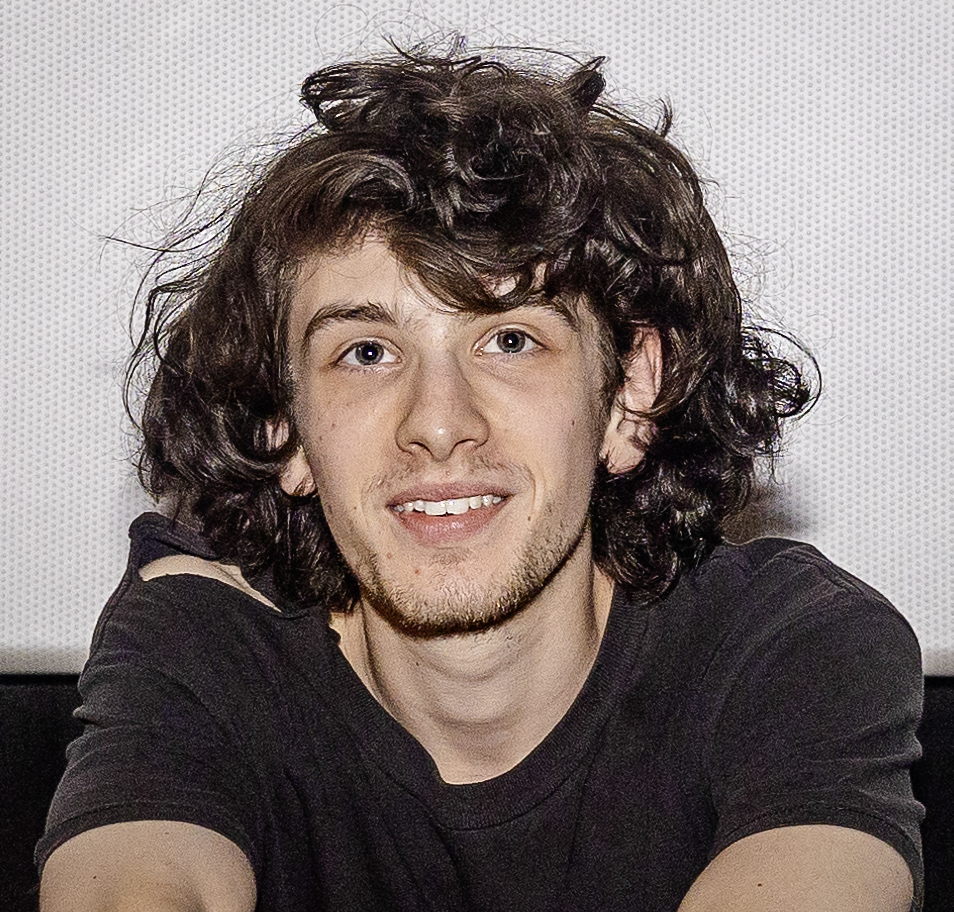
Mark Eidelschtein (2024)

Mark Alexandrowitsch Eidelschtein (russisch Марк Александрович Эйдельштейн; * 18. Februar 2002 in Nischni Nowgorod) ist ein russischer Schauspieler. International tritt er auch als Mark Eydelshteyn auf.

## Leben
Eidelschtein ist der Sohn einer Sprechtrainerin. Er begann während seiner Schulzeit, an Vortragswettbewerben teilzunehmen, wo er beispielsweise Kapitel aus Romanen wie Der Fänger im Roggen vortrug. Dadurch kam er zur Schauspielerei und studierte schließlich von 2019 bis 2023 Schauspiel an der Moskauer Kunsttheaterschule. 2020 war er erstmals in einer Fernsehserie zu sehen, 2021 feierte sein erster Kinofilm die Premiere.
Erste internationale Bekanntheit erreichte Eidelschtein durch seine Hauptrolle in dem Jugendfilm Strana Sascha, der seine Premiere auf der Berlinale 2022 feierte. Im selben Jahr hatte er auch große Rollen in den russischen Serien Smychok und The Monastery. Seinen Bekanntheitsgrad steigerte er 2024 durch den amerikanischen Film Anora von Sean Baker, in dem er die männliche Hauptrolle eines Oligarchensohnes übernahm. Für die Rolle war er unter anderem aufgrund seiner guten Englischkenntnisse in die Vorauswahl gekommen. Anora gewann diverse internationale Filmpreise, so die Goldene Palme von Cannes sowie auf der Oscarverleihung 2025 fünf Oscars, darunter in der Hauptkategorie Bester Film.
Ende 2024 wurde Eidelschtein für die amerikanische Streamingserie Mr. & Mrs. Smith verpflichtet.

## Filmografie (Auswahl)
- 2020: Sama dura! (Fernsehserie, Folge 1x10)
- 2021: Perwy sneg
- 2022: Strana Sascha
- 2022: Smytschok (Fernsehserie, 8 Folgen)
- 2022: The Monastery (Monastyr, Fernsehserie, 6 Folgen)
- 2024: Guest from the Future (Sto let tomu wperdod)
- 2024: Nado snimat filmy o ljubwi
- 2024: Anora
- 2024: Tschistye (Fernsehserie, 8 Folgen)
- 2024: Farma (Fernsehserie, 8 Folgen)